# حميضه شطير (ولد ربيع)

تعديل مصدري - تعديل

حميضه شطير هي إحدى قرى عزلة قيفه ال مهدي بمديرية ولد ربيع التابعة لمحافظة البيضاء، بلغ تعداد سكانها 219 نسمة حسب تعداد اليمن لعام 2004.